# كريستينا باش
كريستينا باش (بالألمانية: Kristina Bach)‏ (و. 1962  م) هي ملحنة، ومغنية ألمانية، ولدت في متمان.

## وصلات خارجية
- كريستينا باش على موقع IMDb (الإنجليزية)
- كريستينا باش على موقع ميوزك برينز (الإنجليزية)
- كريستينا باش على موقع ميوزك برينز (الإنجليزية)
- كريستينا باش على موقع أول ميوزيك (الإنجليزية)
- كريستينا باش على موقع ديسكوغز (الإنجليزية)
- كريستينا باش على موقع ديسكوغز (الإنجليزية)
- كريستينا باش على موقع قاعدة بيانات الفيلم (الإنجليزية)

- كريستينا باش في قاعدة بيانات الأفلام على الإنترنت